# Societat Recreativa El Centre
La Societat Recreativa el Centre és una entitat cultural fundada el 1889 dedicada a la dinamització social i cultural de Llorenç del Penedès. El 2018 rebé el Premi Creu de Sant Jordi.